# Municipio de Holt (condado de Marshall)
El municipio de Holt (en inglés: Holt Township) es un municipio ubicado en el condado de Marshall en el estado estadounidense de Minnesota. En el año 2010 tenía una población de 132 habitantes y una densidad poblacional de 1,51 personas por km².

## Geografía
El municipio de Holt se encuentra ubicado en las coordenadas 48°19′42″N 96°10′16″O / 48.32833, -96.17111. Según la Oficina del Censo de los Estados Unidos, el municipio tiene una superficie total de 87.45 km², de la cual 87,45 km² corresponden a tierra firme y (0 %) 0 km² es agua.

## Demografía
Según el censo de 2010, había 132 personas residiendo en el municipio de Holt. La densidad de población era de 1,51 hab./km². De los 132 habitantes, el municipio de Holt estaba compuesto por el 100 % blancos. Del total de la población el 0,76 % eran hispanos o latinos de cualquier raza.